# Octomeria margaretae
Octomeria margaretae là một loài thực vật có hoa trong họ Lan. Loài này được Pabst ex Toscano mô tả khoa học đầu tiên năm 1980.